# Nossa Senhora de Fátima (Aveiro)
Nossa Senhora de Fátima ist eine ehemalige Gemeinde (Freguesia) im portugiesischen Kreis Aveiro. In der Gemeinde lebten 1919 Einwohner (Stand 30. Juni 2011).
Am 29. September 2013 wurden die Gemeinden Nossa Senhora de Fátima, Nariz und Requeixo zur neuen Gemeinde Requeixo, Nossa Senhora de Fátima e Nariz zusammengefasst. Nossa Senhora de Fátima ist Sitz dieser neu gebildeten Gemeinde.